# 氢氧化锆
氢氧化锆是被描述为ZrO2·nH2O和Zr(OH)4·nH2O的一类化合物，这类化合物中所有的物种都是白色固体，难溶于水。它们广泛用于固体酸催化剂的制备。
氢氧化锆可由卤化锆或硝酸锆在弱碱性条件下的水解制备。